# Евреинов, Леонид Дмитриевич
Леонид Дмитриевич Евреинов (15 [27] февраля 1847 — не ранее 1919) — генерал от инфантерии, почётный опекун.

## Биография
Из дворянской семьи. Окончил Полтавский кадетский корпус; в 1862 выпущен прапорщиком во 2-ю полевую артиллерийскую бригаду. Участвовал в подавлении Польского восстания 1863—1864. Подпоручик (1864), поручик (1867). В 1870 окончил Николаевскую академию Генерального штаба. Штабс-капитан (1870), капитан (1872), подполковник (1876), полковник (1879).
Делопроизводитель Канцелярии Военного министерства (1881—1890), генерал-майор (1889). Участвовал в составлении шеститомного «Исторического очерка деятельности военного управления в России в первое 25-летие царствования Императора Александра II» (1879—1881).
Управляющий крымским удельным имением «Массандра» в 1890—1891, затем Ливадийско-Массандрским удельным управлением (1891—1892). Управляющий имением Е. И. В. «Ливадия» (1892—1904). В 1904—1917 почетный опекун Петербургского, затем Петроградского, присутствия Опекунского совета учреждений Императрицы Марии. Генерал-лейтенант (1904), генерал от инфантерии (1914).
После революции проживал в Полтаве. В 1919 был арестован, затем освобожден.

## Семья
Сын — Константин (1872 — ?), генерал-майор, военспец РККА.

## Награды
- орден Святого Владимира 4-й ст. (1882)
- орден Святого Станислава 2-й ст. (1885)
- орден Святой Анны 2-й ст. (1888)
- орден Святого Владимира 3-й ст. (1892)
- орден Святого Станислава 1-й ст. (1895)
- орден Святой Анны 1-й ст. (1906)
- орден Святого Владимира 2-й ст. (29.03.1909)
- орден Белого Орла (13.06.1912)